# Slag bij Épehy

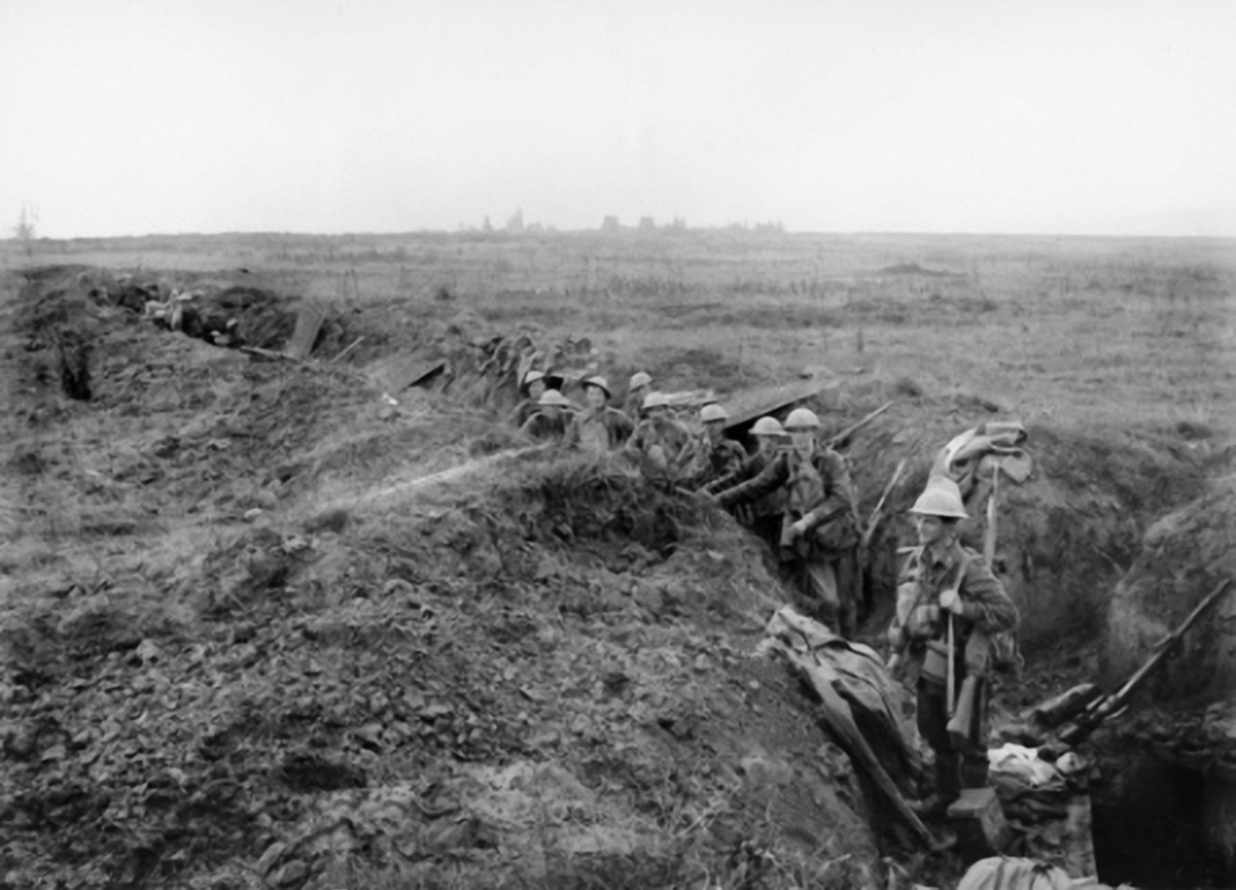
13e Bataljon van de Australian Imperial Force (AIF) voor de aanval

De Slag bij Épehy was een veldslag op 18 september 1918, tijdens het Honderddagenoffensief in de Eerste Wereldoorlog.  Het Vierde Britse Leger viel nabij de Franse plaats Épehy met succes de voorposten van de Siegfriedlinie aan. 

## Achtergrond
De Britse veldmaarschalk Douglas Haig was aanvankelijk niet van plan nog aanvallen op de Siegfriedlinie uit te voeren omdat de verliezen bij vorige pogingen te groot waren: 600.000 gesneuvelden sinds maart 1918, waarvan 180.000 in de laatste zes weken. Na de overwinning van het Derde Britse Leger in de Slag bij Havrincourt veranderde hij van mening en beval een aanval op de Duitse voorposten vanaf 13 september 1918. 
Bij gebrek aan voldoende pantservoertuigen werden 1488 artilleriestukken en 300 machinegeweren aangevoerd die voor de nodige dekking van de infanterie moesten zorgen. Drie korpsen van het Vierde Britse Leger werden geflankeerd door het Vijfde Britse legerkorps en het Eerste Franse Leger. men wilde het Duitse front over een breedte van 30 km zo'n 5 km terugdringen. De stelling werd verdedigd door het Tweede en Achttiende Duitse Leger.

## Verloop
De aanval begon om 5u20 in de ochtendnevel van 18 september. De Franse steun op de rechtervleugel bleef uit, en ook de linkervleugel ondervond moeilijkheden, omdat meerdere versterkingen door de Duitse troepen hardnekkig werden verdedigd. Centraal konden twee Australische divisies in de loop van de dag 4243 gevangenen, 76 geschutsstukken, 300 machinegeweren en 30 mortieren buitmaken. Daarbij werden aan Australische zijde 265 gesneuvelden, 1057 gewonden en 2 gevangengenomen geteld.
Tijdens de aanval kwam er muiterij voor: 119 Australiërs weigerden het aanvalsbevel op te volgen.

## Gevolgen
Hoewel het succes beperkt bleef, werd duidelijk dat de Duitse soldaten hun strijdvaardigheid en wilskracht verloren hadden. Dit gaf de geallieerden de moed om overhaast de Slag aan het Kanaal van Saint-Quentin aan te vatten.